# Нонна Ауска
Нонна Ауска (чеськ. Nonna Auská; 23 жовтня 1923, Харків – 9 квітня 2013) — чеська письменниця українського походження, лікарка, свідок Голодомору.

## Біографічні відомості
Народилася в родині відомого вченого, професора Харківського університету Олександра Федоровського. 
Пережила Голодомор у дитячому віці, проживаючи у Харкові. Після війни опинилася на Заході, жила в Німеччині, Чехословаччині, Італії, США. Працювала лікарем. Про пережите у дитинстві Нонна Ауска написала оповідання «Голодоморня».
|  | Були це землероби, хлібороби, так говориться українською. Хліб, який вони виростили, у них відібрали як покарання за те, що відмовилися вступати до колгоспу. Відібрали у них худобу і птицю, відібрали картоплю й олію, відібрали овочі, відібрали у них навіть сушені фрукти. Відібрали у них усе і прирекли на смерть голодом. |